# The Tolkien Reader
The Tolkien Reader é uma antologia de obras de J. R. R. Tolkien. Possui uma variedade de contos, poemas, uma peça de teatro, e alguns textos de não-ficção de Tolkien, foi publicado em 1966 por George Alwin & Unwin Ltd.

## Conteúdo
- "Publisher's Note"
- "Tolkien's Magic Ring", por Peter S. Beagle
- "The Homecoming of Beorhtnoth Beorhthelm's Son"
- Tree and Leaf
  - "On Fairy-Stories"
  - "Leaf by Niggle"
- "Farmer Giles of Ham"
- "The Adventures of Tom Bombadil"